# Manzano, Oaxaca
Manzano är en ort i Mexiko.   Den ligger i kommunen Cuilápam de Guerrero och delstaten Oaxaca, i den sydöstra delen av landet, 400 km sydost om huvudstaden Mexico City. Manzano ligger 1 663 meter över havet och antalet invånare är 397.
Terrängen runt Manzano är kuperad söderut, men norrut är den platt. Terrängen runt Manzano sluttar österut. Runt Manzano är det tätbefolkat, med 570 invånare per kvadratkilometer. Närmaste större samhälle är Oaxaca de Juárez, 9,9 km öster om Manzano. I omgivningarna runt Manzano växer huvudsakligen savannskog.